# Râul Scârna Mică
Râul Scârna Mică este un curs de apă, unicul afluent de dreapta al râului Scârna, pe care îl formează împreună cu Râul Scârna Mare, afluentul său de stânga. 

## Generalități
Râul Scârna Mică nu are afluenți semnificativi și nu trece prin nicio localitate. 

## Confluența formării
Precum Râul Scârna, care se formează la confluența dintre afluenții Scârna Mare și Scârna Mică, Râul Cugir, un emisar mai târziu și mai mare, se formează la confluența dintre două râuri, Râul Mic (Cugir) și Râul Mare (Cugir).